# Tiora caerulescens
Tiora caerulescens är en fjärilsart som beskrevs av Hans Rebel 1909. Tiora caerulescens ingår i släktet Tiora och familjen juvelvingar. Inga underarter finns listade i Catalogue of Life.